# Рибник (громада)
Рибник (серб. Општина Рибник) — боснійська громада, розташована в регіоні Баня-Лука Республіки Сербської. Адміністративним центром є село Горній Рибник.